# Čeleď
Čeleď (latinsky familia) je základní taxonomická kategorie hierarchické klasifikace organismů tvořená příbuznými rody.
Čeledi se seskupují do řádů.